# گیاه دوساله

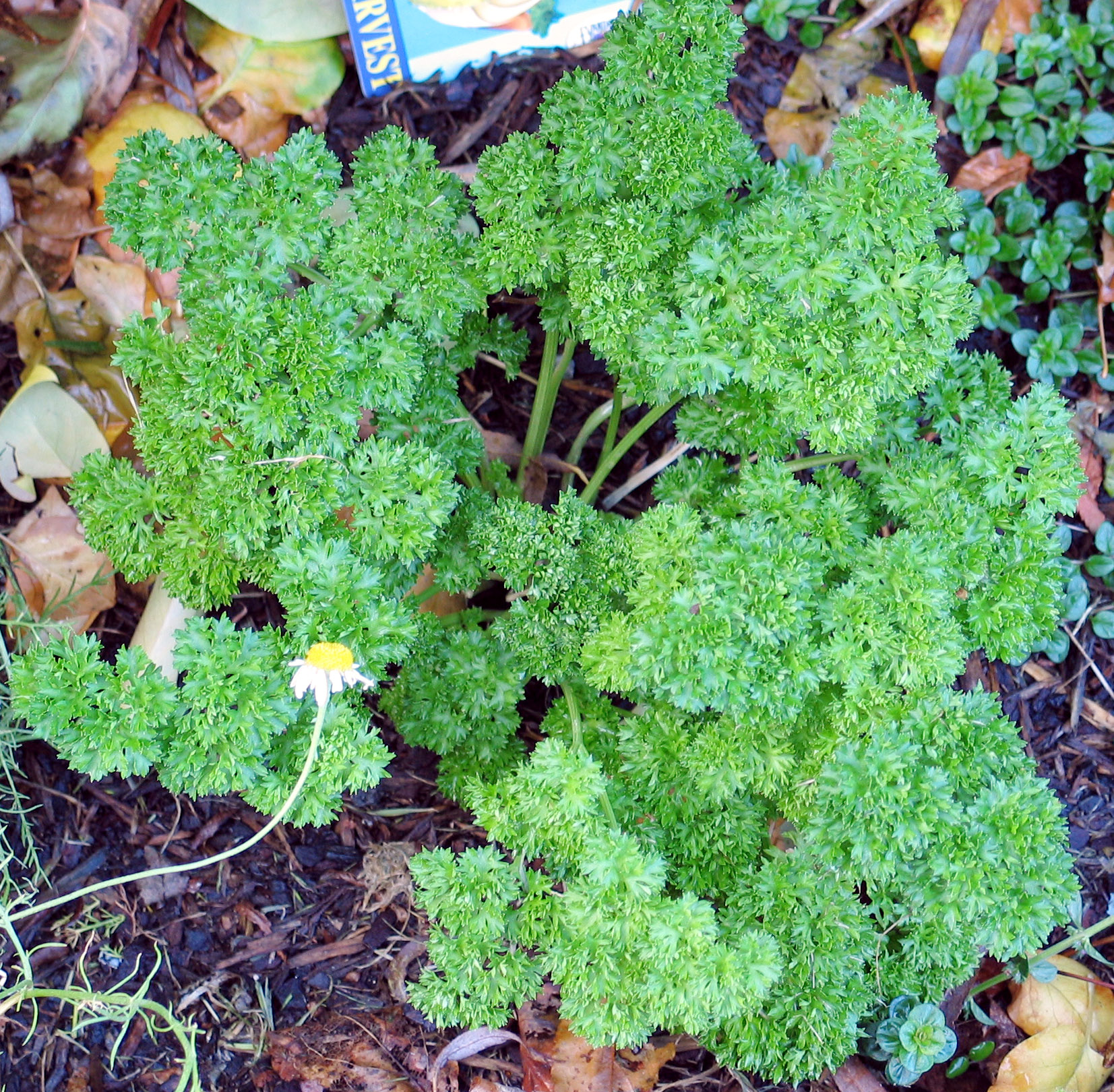
جعفری مثالی معمولی از گیاهی دو ساله است.

گیاه دو ساله (انگلیسی: Biennial plant) گیاهی است که چرخهٔ زیستی آن دو سال طول می‌کشد. در اولین سال برگها، ساقه و ریشه (ساختمان گیاهی) رشد کرده سپس در ماه‌های سردتر به دوره خواب وارد می‌شود. معمولاً ساقه خیلی کوتاه و برگها هم کوتاه و نزدیک زمین و به شکل گل و بوته می‌ماند. بیشتر گیاهان دو ساله قبل از گل دادن به محیط سرد یا بهاره‌سازی نیاز دارند. در طی بهار یا تابستان بعدی، ساقه گیاهان دو ساله باریک می‌شود. سپس گیاه گل می‌دهد، قبل از از بین رفتن میوه و دانه تولید می‌کند. تعداد گیاهان دو ساله از گیاهان پایا یا یک ساله کمتر است.

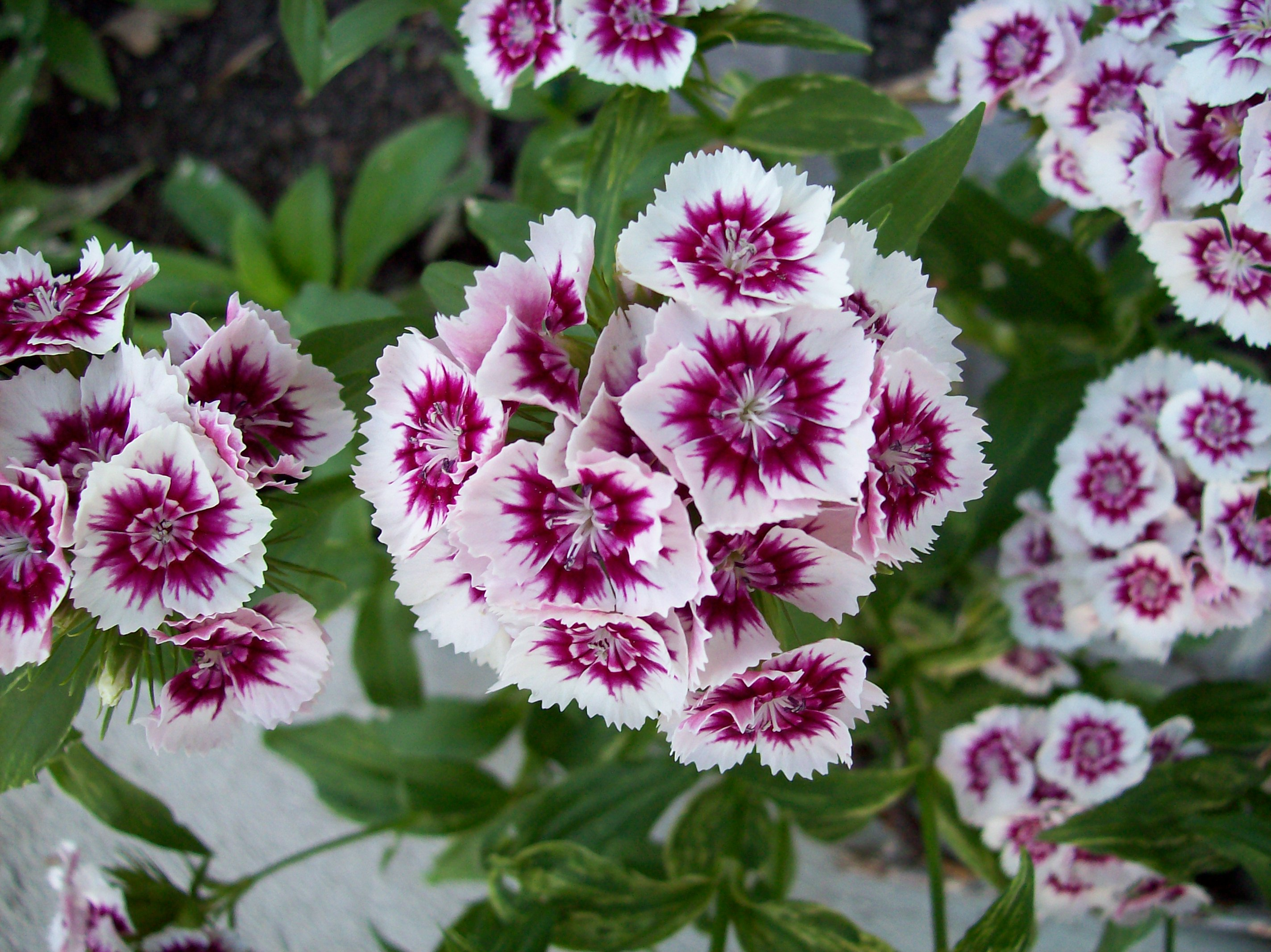
قرنفل کوتوله گیاهی دو ساله است.

تحت موقعیت‌های آب و هوایی خیلی گرم یا خیلی سرد، گیاه دو ساله ممکن است چرخهٔ زندگی اش را در دورهٔ خیلی کوتاهی (مثلاً سه یا چهار ماه به جای دو سال) کامل کند. در نهال سبزی یا گل که قبل از کاشته شدن در زمین در معرض سرما قرار گرفته، یا بهاره سازی شده‌اند این مسئله کاملاً معمولی است. این رفتار موجب می‌گردد بسیاری از گیاهان که به طور طبیعی دو ساله هستند در بعضی مناطق مثل گیاه یک ساله رفتار کنند.
از دید یک باغبان، اغلب موقعیت یک گیاه به عنوان گیاه یک ساله، دو ساله، یا پایا براساس مکان یا هدف پرورش آن تفاوت می‌کند. گیاهان دو ساله‌ای که برای گل، میوه، یا دانه‌شان پرورش داده می‌شوند برای رشد به دو سال نیاز دارند. گیاهان دو ساله‌ای که برگ یا ریشهٔ آنها خورده می‌شوند همانند گیاهان یک ساله پرورش داده می‌شوند. اگر گیاه دو ساله در موقعیت‌های آب و هوایی خشن رشد کند، احتمال دارد همانند گیاه یک ساله رفتار کند برای اینکه در سرمای زمستان دوام نخواهد آورد. برعکس آن، اگر گیاه یک ساله‌ای در موقعیت خیلی مطلوبی رشد کند ممکن است با موفقیت کامل دانه تولید کند که به او ظاهر گیاه دوساله یا پایا بدهد. تعدادی از گیاهان پایا که زندگی کوتاه دارند احتمال دو ساله بودن شان بیشتر از پایا بودن است. گیاهان واقعی دو ساله یکبار گل می‌دهند، درحالی‌که بیشتر گیاهان پایا هر سال هنگام بالغ شدن گل می‌دهند.
پیاز ،کلم، گل ماهور، جعفری، شب‌بو، برگ چغندر، قرنفل، آلتریس، هویج، و بعضی از ختمیها مثالهایی از گیاهان دو ساله هستند. پرورش دهندگان گیاه ارقام یک سالهٔ تعدادی از گیاهان دو ساله را تولید کرده‌اند که سال اول از دانه رشد کرده و گل می‌دهند مثل: گل انگشتانه و شب‌بو